# مطار تيك توك
مطار تيك توك (بالإسبانية: Aeropuerto Tic Toc) هو مدرج طيران منعزل يقع على مدخل بحري متصل بـخليج كوركوفادو في منطقة لوس لاغوس جنوب تشيلي. يُستخدم المطار كمهبط صغير للطائرات في منطقة نائية من البلاد، ويخدم حركة الطيران المحدودة إلى المجتمعات الساحلية والريفية.

## الموقع
أقرب بلدة مأهولة هي بويرتو راؤول مارين بالماثيدا، وتقع على بُعد حوالي 18 كيلومترًا إلى الجنوب من المطار. كما تبعد مدينة تشايتين نحو 78 كيلومترًا إلى الشمال. يتميز الموقع بالعزلة الجغرافية وصعوبة الوصول البري، ما يجعل المطار ذا أهمية خاصة لحالات الطوارئ أو الدعم اللوجستي في المنطقة.

## البنية
يتكوّن المطار من مدرج غير معبّد، ويُستخدم غالبًا للطائرات الخفيفة أو الرحلات الخاصة، ولا توجد فيه مرافق خدمية متطورة أو مبانٍ كبيرة.

## وصلات خارجية
- صفحة مطار تيك توك – OurAirports
- خريطة الموقع على OpenStreetMap